# Ruprechtia
Ruprechtia C.A.Mey. è un genere di piante appartenente alla famiglia delle Poligonacee.
Il nome è un omaggio al botanico russo di origine austriaca Franz Josef Ruprecht (1814–1870).

## Tassonomia
Il genere comprende le seguenti specie:
- Ruprechtia albida Pendry
- Ruprechtia aperta Pendry
- Ruprechtia apetala Wedd.
- Ruprechtia apurensis Pendry
- Ruprechtia brachysepala Meisn.
- Ruprechtia brachystachya Benth.
- Ruprechtia carina Pendry
- Ruprechtia chiapensis Lundell ex Standl. & Steyerm.
- Ruprechtia costaricensis Pendry
- Ruprechtia costata Meisn.
- Ruprechtia crenata (Casar.) R.A.Howard
- Ruprechtia cruegeri Griseb. ex Lindau
- Ruprechtia curranii S.F.Blake
- Ruprechtia exploratricis Sandwith
- Ruprechtia fusca Fernald
- Ruprechtia glauca Meisn.
- Ruprechtia howardiana Aymard & P.E.Berry
- Ruprechtia jamesonii Meisn.
- Ruprechtia laevigata Pendry
- Ruprechtia latifunda Pendry
- Ruprechtia laxiflora Meisn.
- Ruprechtia lundii Meisn.
- Ruprechtia maracaensis Brandbyge
- Ruprechtia nicaraguensis Pendry
- Ruprechtia obovata Pendry
- Ruprechtia pallida Standl.
- Ruprechtia paranensis Pendry
- Ruprechtia peruviana Pendry
- Ruprechtia ramiflora
- Ruprechtia salicifolia (Cham. & Schltdl.) C.A.Mey.
- Ruprechtia standleyana Cocucci
- Ruprechtia tangarana Standl.